# Centro Atlántico de Arte Moderno
El CAAM, Centro Atlántico de Arte Moderno, es el principal museo de arte contemporáneo de Canarias, España. Está situado en el barrio histórico de Vegueta, en la ciudad de Las Palmas de Gran Canaria. 

## Descripción
El CAAM es una institución cultural fundada el 4 de diciembre de 1989 y dependiente del Cabildo de Gran Canaria. Como centro de producción permanente y con un marcado perfil multidisciplinar, este museo de arte contemporáneo ofrece a sus visitantes un programa de exposiciones temporales, de escala nacional e internacional, en su mayoría de producción propia, y una intensa agenda de actividades divulgativas vinculadas a la cultura contemporánea. 
Ofrece, además, una interesante Biblioteca y Centro de Documentación especializada en arte moderno y contemporáneo, con una colección bibliográfica y documental de más de 80.000 registros, así como La Tienda CAAM, en la que el público puede encontrar publicaciones de arte y artículos de decoración, joyería o papelería vinculada a la creación contemporánea.   
La principal singularidad que distingue a este centro de arte es la vocación tricontinental de sus prácticas artísticas y de pensamiento, que giran en torno a África, América y Europa. De hecho, la Colección CAAM está compuesta por unas 3.000 obras, creadas por artistas de las Islas Canarias, del resto de Europa, África y América.
Con entrada libre y gratuita, el CAAM tiene un horario de martes a sábado, de 10.00 a 21.00 horas, y domingos, de 10.00 a 14.00 horas. 

### Sedes
El CAAM está situado en el casco histórico de la ciudad de Las Palmas de Gran Canaria y cuenta con dos sedes oficiales: la sede principal ubicada en la calle Los Balcones y el espacio expositivo San Antonio Abad.
El edificio de la sede principal del CAAM es obra del arquitecto Francisco J. Sáenz de Oiza, si bien conserva las fachadas originales de dos casas anteriores: la del número 11, neoclásica, y, probablemente, obra de Manuel de León y Falcón, y la del 9, con trazos geométricos sobre cantería. El interior del edificio, articulado en cuatro plantas, fue reformado y habilitado para convertirse en espacio expositivo versátil con estructuras que recuerdan su relación con el Átlántico y elementos arquitectónicos tradicionales de Canarias, como el patio central. 
A pocos metros de la calle Los Balcones, se ubica la segunda sede del CAAM, el espacio San Antonio Abad, otro espacio expositivo de dos plantas, ubicado en la misma plaza de San Antonio Abad, junto al núcleo fundacional de la capital grancanaria. 

### Historia y colección
En CAAM se inauguró el 4 de diciembre de 1989 con una colección inicial heredada del Cabildo de Gran Canaria, sustentada fundamentalmente sobre fondos de la escuela de Luján Pérez (h. 1930-50). La política de adquisiciones iniciales orienta el desarrollo de la Colección hacia el Grupo El Paso y el Informalismo: Manolo Millares, Martín Chirino, Antonio Saura, Juan Genovés, Rafael Canogar, Manuel Viola, Pablo Serrano... 
Entre los años 2000 y 2004 la Colección se incrementa en unas 2.000 piezas con la adquisición de la colección completa APM. En el año 2002 se integra la Colección Memoria del Papel de la Galería Leyendecker con autores significativos de los años ochenta y noventa centroeuropeos como Dokoupil, Kever, Baechler, Roberto Cabot, George Condo, Kippenberger, Longobardi, Mosbacher o Penck. A estas piezas se suman las compras y encargos realizados a artistas jóvenes ya consolidados como Miguel Ángel Pascual, Pipo Hernández Rivero, José Luzardo, Pedro Déniz, Orlando Ruano, José Ruiz, Julio Blancas o Santiago Palenzuela. 
La Colección del CAAM se ha ido construyendo pues en consonancia con sus líneas fundacionales de trabajo, que establecen un relato de la creación contemporánea en las islas Canarias y sus diálogos y pulsiones con los movimientos artísticos nacionales e internacionales desde una perspectiva de investigación histórico-crítica, así como con relación a su vocación tricontinental e internacional. 
Este importante fondo artístico está compuesto por unas 3.000 obras de artistas de las islas Canarias, nacionales e internacionales, con una especial inflexión en artistas de las geografías culturales de Europa, África y América.